# Gottfried Matthias Ludwig Schrön
Gottfried Matthias Ludwig Schrön (* um 1733; † 31. Januar 1811 in Weimar) war über fünf Jahrzehnte an der herzoglichen Landschaftskasse in Weimar tätig und fast ebenso lange Herausgeber der Wöchentlichen Weimarischen Anzeigen.
Schrön studierte ab 1750 in Jena. Ab 1756 war er als Schreiber bei der Landschaftskasse in Weimar angestellt; dabei war und blieb er in der „Expedition“ beschäftigt. 1763 wurde er zum Registrator (mit einer zusätzlichen Sekretärs-Funktion) befördert; im Januar 1771 wurde er Sekretär. Im Mai 1792 erhielt er den Titel Rat und 1801 den Titel Steuer- und Accis-Rat. Er war ab 1757 Mitherausgeber und von 1762 bis 1810 alleiniger Herausgeber der Wöchentlichen Weimarischen Anzeigen.
Schrön war in erster Ehe mit Friederika Dorothea Sabina geb. Burger (1722‒1787) verheiratet; am 27. Februar 1791 schloss er eine zweite Ehe mit Maria Christina Kirstante. Der ersten Ehe entstammte ein Sohn Christian Gottfried Schrön (* Mai 1758; † 26. Februar 1801), der ebenfalls in der Weimarer Landschaftskasse tätig war und sich im Oktober 1790 mit Susanna Johanna Rupprecht verehelichte. Dieser Ehe entstammte der Astronom Ludwig Schrön (1799–1875).
Schrön war ein „Onkel“ von Friedrich Justin Bertuch. Die genaue Verwandtschaftsbeziehung ist nicht gesichert; vermutlich war seine erste Ehefrau eine Schwester von Bertuchs Mutter Christiana Rosina Maria Hänsche verw. Bertuch geb. Burger (* 12. August 1713; † 11. November 1762), Tochter von Dorothea Rosina Burger geb. Kromeyer (1691‒1750) und ihrem Ehemann Johann Ehrenfried Burger. Als Bertuch im November 1762, soeben 15 Jahre alt, Vollwaise geworden war, fand er bei der Familie Schrön in Weimar Aufnahme und erhielt eine solide Ausbildung. Das von Schrön mitherausgegebene Anzeigenblatt war für Bertuch ein Vorbild für das „Intelligenzblatt“, das zur Beilage in seinem Journal des Luxus und der Moden wurde. Im Hause von Schrön lernte Bertuch die Verlags- und Vertriebstechniken kennen, die er später zu nutzen verstand. Bertuch wurde schließlich der Unternehmer des Klassischen Weimars schlechthin.